# さいたま市立慈恩寺中学校
さいたま市立慈恩寺中学校（さいたましりつ じおんじちゅうがっこう）は、埼玉県さいたま市岩槻区にある公立中学校。

## 沿革
- 1947年（昭和22年） - 慈恩寺村立慈恩寺小学校内に慈恩寺村立慈恩寺中学校として開校。
- 1954年（昭和29年）
  - 5月3日 - 合併による岩槻町の設置に伴い、岩槻町立慈恩寺中学校に改称。
  - 7月1日 - 市制施行に伴い、岩槻市立慈恩寺中学校に改称。
- 2005年（平成17年）4月1日 - さいたま市へ編入に伴い、校名をさいたま市立慈恩寺中学校に改称。

## 部活動

### 運動部
- 野球部
- サッカー部
- ソフトボール部
- 陸上部
- ソフトテニス部（女子）
- バレーボール部（男子・女子）
- 卓球部（男子）
- 剣道部（男子・女子）
- バスケットボール部（男子・女子）

### 文化部
- 吹奏楽部
- 美術部
- 化学技術部

## 交通アクセス
- 東武野田線東岩槻駅からタクシーで12分。